# Porophilomyces poricola
Porophilomyces poricola är en svampart som först beskrevs av Bonar, och fick sitt nu gällande namn av U. Braun 2000. Porophilomyces poricola ingår i släktet Porophilomyces, divisionen sporsäcksvampar och riket svampar.   Inga underarter finns listade i Catalogue of Life.